# Christian Falk
Christian Falk (25. april 1962 - 24. juli 2014) var en svensk musiker og musikproducer.
Christian Falk begyndte sin musikalske karriere som bassist i det svenske punkband Imperiet. Da gruppen gik i opløsning i slutningen af 1980'erne, fortsatte Falk som studiemusiker og tourbassist for alternative rocknavne som Richard Lloyd og Marty Wilson-Piper (The Church).
Op gennem 1990'erne skiftede Christian Falk i takt med tidens trend punkrocken ud med pop og dance og oparbejdede et ry som eftertragtet producer og remixer. Han havde en stor andel i at få sat Robyns karriere på skinner og producerede / remixede flere af numrene på hendes debutalbum Robyn Is Here (1996).
Senere tog Christian Falk til New York, hvor han gennem flere år arbejdede som remixer og co-producer for bl.a. Puff Daddy, The Notorious B.I.G., Youssou N'Dour, Neneh Cherry og Shabba Ranks.
Efter at have sat sit fingeraftryk på adskillige amerikanske pladeudgivelser vendte Christian Falk hjem til Sverige for at koncentrere sig om indspilningen af sit første soloalbum Quel Bordel, der udkom i 1999. Albummet indeholdt bidrag fra bl.a. Robyn, Yavahn, Neneh Cherry, Stephen Simmonds, Titiyo samt den amerikanske sangerinde Jevetta Steele, der leverede en nymixet version af sit hit "Calling You" fra filmen Bagdad Café. Pladens helt store hit var singlen "Make It Right" (feat. Demetreus).
Udover et par soul/jazz-albums udgivet under navnet Swedish Open var der ret stille omkring Christian Falk frem til 2006, hvor albummet People Say udkom.
Charistian Falk døde som følge af bugspytkirtelkræft.